# Champions olympiques jamaïcains
Cet article présente une liste des sportifs jamaïcains (par sport et par chronologie) médaillés d'or lors des Jeux olympiques d'été et d'hiver, à titre individuel ou par équipe, de 1948 à 2024.

## Jeux olympiques d'été

### Athlétisme
| Nom                     | Discipline(s)    | Année(s)         |
| ----------------------- | ---------------- | ---------------- |
| Arthur Wint             | 400 m            | 1948             |
| Arthur Wint             | Relais 4 × 400 m | 1952             |
| George Rhoden           | 400 m            | 1952             |
| George Rhoden           | Relais 4 × 400 m | 1952             |
| Leslie Laing            | Relais 4 × 400 m | 1952             |
| Herb McKenley           | Relais 4 × 400 m | 1952             |
| Don Quarrie             | 200 m            | 1976             |
| Deon Hemmings           | 400 m haies      | 1996             |
| Veronica Campbell-Brown | 200 m            | 2004, 2008       |
| Veronica Campbell-Brown | Relais 4 × 100 m | 2004             |
| Aleen Bailey            | Relais 4 × 100 m | 2004             |
| Tayna Lawrence          | Relais 4 × 100 m | 2004             |
| Beverly McDonald        | Relais 4 × 100 m | 2004             |
| Sherone Simpson         | Relais 4 × 100 m | 2004             |
| Usain Bolt              | 100 m            | 2008, 2012, 2016 |
| Usain Bolt              | 200 m            | 2008, 2012, 2016 |
| Usain Bolt              | Relais 4 × 100 m | 2012, 2016       |
| Shelly-Ann Fraser       | 100 m            | 2008, 2012       |
| Melaine Walker          | 400 m haies      | 2008             |
| Nesta Carter            | Relais 4 × 100 m | 2012             |
| Michael Frater          | Relais 4 × 100 m | 2012             |
| Asafa Powell            | Relais 4 × 100 m | 2016             |
| Yohan Blake             | Relais 4 × 100 m | 2012, 2016       |
| Elaine Thompson-Herah   | 100 m            | 2016             |
| Elaine Thompson-Herah   | 200 m            | 2016             |
| Elaine Thompson-Herah   | 100 m            | 2021             |
| Elaine Thompson-Herah   | 200 m            | 2021             |
| Omar McLeod             | 110 m haies      | 2016             |
| Nickel Ashmeade         | Relais 4 × 100 m | 2016             |
| Kemar Bailey-Cole       | Relais 4 × 100 m | 2016             |
| Jevaughn Minzie         | Relais 4 × 100 m | 2016             |

Asafa Powell, Usain Bolt, Nesta Carter et Michael Frater remportent le relais 4 × 100 m en 2008 mais sont disqualifiés en 2017 pour cause de dopage de Nesta Carter.

## Jeux olympiques d'hiver
La Jamaïque n'a jamais remporté de titre aux Jeux olympiques d'hiver.